# 오스왈도 민다
틸손 오스왈도 민다(Tilson Oswaldo Minda, 1983년 7월 26일, 키토 ~)는 에콰도르의 전 축구 선수로, 포지션은 미드필더이다.

## 클럽 경력
오스왈도는 아우카스에서 프로 데뷔를 하였다. 그는 이 클럽에서 5년을 보내다가 데포르티보 쿠엥카에 합류했다. 그는 코파 리베르타도레스 2006에 참가한 데포르티보 쿠엥카의 일원이었다. 그는 인상적인 활약으로 에멜레크 등의 클럽의 관심을 받았다.
데포르티보 쿠엥카를 떠난 오스왈도는 에멜레크의 대형 이적 주인이 되었다. 그는 코파 리베르타도레스 2007에 참가한 에멜레크의 일원이었다. 그는 에멜레크의 다수 재능있는 선수들로 인해 선발로 자주 출장하지 못하였다. 결국, 그는 데포르티보 키토에 매각되었다.
데포르티보 키토에서 오스왈도는 인상적인 첫 시즌을 보냈다. 그는 코파 수다메리카나 2008에 참가하였는데, 팀은 산 루이스에 의해 탈락했다. 키토에서 그는 중앙 미드필더로 기용되어 더 많은 선발 기회를 잡았다. 민다는 에드윈 테노리오와 협력해 데포르티보 키토가 에콰도르 세리에 A 2008을 우승하는데 일조했다. 민다는 데포르티보 키토가 2011년 12월에도 우승하도록 도왔다. 며칠 후, 그는 메이저 리그 사커의 치바스 USA와 계약을 체결했다.

## 국가대표팀 경력
민다는 2008년 에콰도르 국가대표로 첫 선을 보였고, 가장 최근에는 2014년 FIFA 월드컵에서 에콰도르를 대표했다.

## 수상
데포르티보 키토
- 에콰도르 세리에 A: 2008, 2009, 2011